# Thomas Dewar

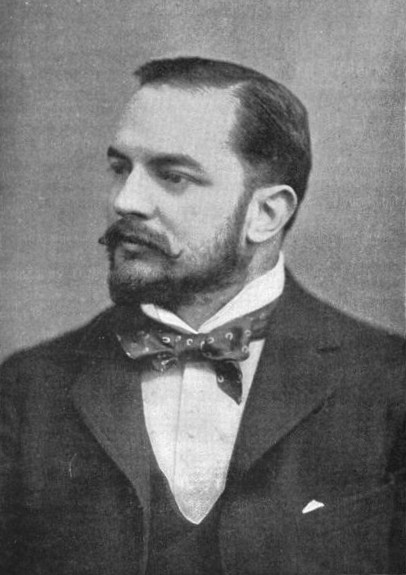
Thomas Dewar

Thomas Robert Dewar, 1º Barão Dewar DL (6 de janeiro de 1864 – 11 de abril de 1930) foi um destilador de uísque escocês que, juntamente com seu irmão John Dewar, transformou sua empresa familiar, John Dewar & Sons, em um sucesso internacional. Eles misturavam seu uísque para torná-lo mais atraente ao paladar internacional, e Dewar demonstrou habilidades especiais em marketing, viajando pelo mundo para encontrar novos mercados e promover seu produto, explorando imagens românticas da Escócia e do tartã em sua publicidade. 
Dewar nasceu em 1864 em Perth, Escócia. Filho de John Dewar Sr., teve contato com a indústria de bebidas destiladas na Escócia ainda muito jovem, quando seu pai fundou a John Dewar & Sons, Ltd. Ele estudou em Perth, bem como em Edimburgo, e logo percebeu que a agricultura não era sua vocação.
Após a morte de seu pai, Dewar trabalhou com seu irmão John para dar continuidade e expandir a marca da família. Dotado de carisma, Dewar conseguiu expandir os negócios de seu pai em escala global.
Deixando seu irmão na Escócia para administrar os negócios, Dewar decidiu divulgar sua marca para o mundo. Visitando 26 países ao longo de dois anos, a marca Dewar se consolidou como um dos principais uísques escoceses disponíveis. Dewar manteve um diário de suas viagens, que foi consolidado e publicado no livro Ramble Round the Globe, publicado pela Chatto and Windus em 1894. Em 1923, Dewar comprou a Destilaria Glen Ord e, dois anos depois, os irmãos Dewar transferiram sua empresa para a The Distillers Company Ltd, ambos integrando o conselho.
Dewar foi juiz de paz de Kent e tenente da cidade de Londres, xerife de Londres em 1897, e posteriormente ingressou na política como candidato conservador malsucedido na eleição suplementar de Walthamstow, em 1897.
Nas eleições gerais de outubro de 1900, foi eleito membro do Parlamento por Tower Hamlets, St. George, ocupando o cargo até sua renúncia em 1906.
Durante esse período, Dewar destacou-se por sua hostilidade à "imigração de indigentes" e participou ativamente da campanha pela legislação que se tornaria a Lei de Estrangeiros de 1905.
Dewar foi incluído como um Cavaleiro Bacharel na Lista de Honras de Coroação de 1902 do Rei Eduardo VII, e foi nomeado cavaleiro pelo Rei no Palácio de Buckingham em 18 de dezembro de 1902. Ele foi criado baronete, de Homestall Manor na Paróquia de East Grinstead no Condado de East Sussex, na Lista de Honras de Aniversário do Rei de 1917,  e elevado à nobreza como Barão Dewar, de Homestall no Condado de Sussex, em 1919. No entanto, como ele nunca se casou, o título de baronete e baronia foram extintos com sua morte, em Homestall, em abril de 1930, aos sessenta e seis anos, após o que ele foi cremado no Crematório Golders Green.